# Schrijftherapie
Schrijftherapie is een kortdurende vorm van directieve, cognitief-gedragstherapeutische psychotherapie. Zij wordt onder meer toegepast bij posttraumatische stress (PTSS), trauma's en burn-outklachten, maar kan ook bij alledaagse problemen van pas komen. Doel is de klachten sterk te laten afnemen of te laten verdwijnen.
Door te schrijven kan zelfinzicht worden ontwikkeld en ervaringen en emoties worden verwerkt. Uit onderzoek bij volwassenen is schrijftherapie even effectief gebleken als reguliere cognitieve gedragstherapie. Voordeel van schrijftherapie is dat het verhaal van het trauma gedeeld kan worden met belangrijke anderen. Bovendien kan schrijftherapie vrij gemakkelijk via internet plaatsvinden. Zestig procent van de cliënten is na de schrijftherapie geheel vrij van klachten, tachtig procent voelt zich na afloop beter.

## Methode
Zelfconfrontatie staat centraal in de schrijftherapie. De belangrijkste elementen zijn het reconstrueren van het trauma (exposure), het veranderen van de disfunctionele gedachten (cognitieve herstructurering) en het delen van het verhaal van het trauma met belangrijke anderen (social sharing). De promotor van schrijftherapie in Nederland, professor Alfred Lange, hoogleraar Klinische psychologie aan de Universiteit van Amsterdam omschrijft deze elementen als vogt:
1. Ga op gezette tijden, maximaal twee keer per week, achter je bureau zitten. Schrijf niet langer dan drie kwartier.
2. Bekijk de situatie vanuit een ander perspectief.
3. Geef alle gevoelens en nieuwe gedachten een plek in een waardige ‘afscheid-van-het-verleden brief’. Deel deze brief met een begripvolle vriend of de bezorger van het trauma.[2][3]

## Schrijftherapie voor kinderen
Schrijftherapie voor getraumatiseerde kinderen van vier tot achttien jaar (Writejunior schrijftherapie) bevat dezelfde elementen als de behandeling voor volwassenen, maar is aangepast aan de ontwikkelingsfase van het kind. De kinderen maken tekeningen en/of tekst, met hulp van de therapeut.
Onderzoek van de Universiteit van Amsterdam in samenwerking met de GGZ Rivierduinen heeft aangetoond dat kinderen en jongeren met PTSS in een paar uur tijd succesvol geholpen kunnen worden met eye movement desensitization and reprocessing (EMDR) of schrijftherapie. Ruim een op de drie kinderen volgde schrijftherapie, een even grote groep kreeg EMDR-therapie. Bij ruim negentig procent van de kinderen in beide therapiegroepen bleek de posttraumatische stress te zijn gedaald tot een acceptabel niveau.